# عبد الرحمن بن يزيد النخعي
عبد الرحمن بن يزيد بن قيس النخعي (المتوفي سنة 75 هـ) تابعي كوفي، وأحد رواة الحديث النبوي.

## سيرته
ينتمي عبد الرحمن بن يزيد بن قيس بن عبد الله بن مالك إلى النخع أحد بطون قبيلة مذحج باليمن، وعمه علقمة بن قيس وأخوه الأسود وابنه محمد وابن أخيه عبد الرحمن بن الأسود وابن أخته إبراهيم بن يزيد النخعي جميعهم في عداد التابعين. أدرك عبد الرحمن الجاهلية، وأسلم لكنه لم يلق النبي محمد.
توفي عبد الرحمن بن يزيد النخعي في الكوفة في ولاية الحجاج بن يوسف الثقفي قيل بعد سنة 80 هـ، وقيل قبل الجماجم، وقيل سنة 73 هـ، وقيل سنة 83 هـ.

## روايته للحديث النبوي
- روى عن: عثمان بن عفان وعبد الله بن مسعود وسلمان الفارسي وحذيفة بن اليمان[2] وعمر بن الخطاب[1] وأخيه الأسود بن يزيد النخعي والأشتر النخعي وعمه علقمة بن قيس النخعي وأبي مسعود الأنصاري البدري وأبي موسى الأشعري وعائشة أم المؤمنين.[3]
- روى عنه: ابن أخته إبراهيم بن يزيد النخعي وأبو إسحاق السبيعي وعمارة بن عمير وأبو صخرة جامع بن شداد ومنصور بن المعتمر وابنه محمد بن عبد الرحمن[2] وإبراهيم بن سويد النخعي وإبراهيم بن مهاجر وسلمة بن كهيل وعامر الشعبي وعلي بن مدرك وعمران بن أبي الجعد الجعفي وكثير بن مدرك ومالك بن الحارث السلمي ومحمد بن شداد وأبو صادق الأزدي.[3]
- الجرح والتعديل: وثّقه يحيى بن معين،[2][3] وقال عنه ابن سعد: «كان ثقة، وله أحاديث»،[1] كما روى له الجماعة.[3]